# Зловещие мертвецы: Чёрная книга
«Зловещие мертвецы: Чёрная книга» (англ. Evil Dead) — американский сверхъестественный фильм ужасов 2013 года режиссёра Федерико Альвареса, ставший его дебютной полнометражной работой. Сценарий написан совместно Альваресом и Родольфо Саягесом. Ремейк культового фильма «Зловещие мертвецы» Сэма Рэйми 1981 года и четвёртая часть одноимённой серии, при этом действие происходит в той же вселенной, что и оригинальная трилогия. Главные роли исполнили Джейн Леви, Шайло Фернандес, Лу Тэйлор Пуччи, Джессика Лукас и Элизабет Блэкмор.
Мировая премьера состоялась 8 марта 2013 года на кинофестивале South by Southwest. В США фильм вышел в широкий прокат 5 апреля 2013 года, в России — днём раньше.

## Сюжет
В прологе испуганную девушку, прячущуюся в лесу, настигают и оглушают двое преследователей. Очнувшись в некоим помещении привязанной к столбу, она видит группу реднеков и своего отца, при этом некая старуха зачитывает заклинания из книги, написанной руническим письмом. После короткого разговора выясняется, что в девушку вселился демон, и она убила свою мать. Понуждаемый старухой, отец обливает её бензином и поджигает. Девушка с искажённым лицом выкрикивает проклятья демоническим голосом, угрожая пожрать души собравшихся. Отец стреляет из ружья в горящее тело дочери.
Далее повествование переносится в лес к заброшенному дому, куда приезжает пара Дэвид и Натали с псом Дедулей. Их встречают друзья Эрик и Оливия, а также наркоманка Миа, младшая сестра Дэвида. Группа проводит «обряд», во время которого Миа выбрасывает в колодец пакетик с наркотиками и клянётся больше к ним не притрагиваться. Однако её друзья, помня, что в прошлый раз Миа получила передозировку, обещают друг другу, что на этот раз не выпустят её из дома.
Через несколько часов у Мии начинается ломка, и она говорит, что в доме стоит невыносимый трупный запах. Найдя в полу дверь в подвал, друзья видят в нём трупы животных и некий свёрток, перемотанный колючей проволокой. Развернув его, Эрик обнаруживает старинную книгу под названием Naturom Demonto, написанную рунами на древнем языке, а её обложка предположительно сшита из кусков кожи. Эрик изучает книгу и читает заклинание.
После этого Миа говорит, что начинает сходить с ума и просит отвезти её домой, но не встречает поддержки друзей, в том числе со стороны Дэвида. Уйдя в свою комнату и сбежав через окно, она садится в автомобиль и уезжает, но попадает в аварию. Девушка выбирается из машины и, убегая от привидевшийся призрачной фигуры, запутывается в кустарнике. Затем её насилуют чёрные ветви, извергнувшиеся изо рта преследующего её призрака. Друзья находят её и отводят обратно в дом.
Дэвид находит в сарае насмерть забитого Дедулю. Тем временем Миа в ванной льёт на себя горячую воду, а описание такого поведения Эрик вскоре обнаруживает в книге. Дэвид решает отвезти Мию к врачу, однако подъехав к реке и увидев, что мост исчез, возвращается с сестрой назад. В доме одержимая демоном Миа сообщает друзьям, что их ждёт скорая смерть, и атакует Оливию. Эрик запирает Мию в подвале, а Оливия идёт в ванную, чтобы приготовить для неё успокоительное.
Позже Эрик заходит в ванную и видит, что одержимая Оливия сидит в углу и вспарывает себе лицо. Она нападает на него, однако Эрик отбивается, до смерти забив Оливию осколком унитаза. Дэвид перевязывает Эрику рану и просит Натали сходить на кухню за водой и сахаром. На обратном пути Натали слышит, как Миа из подвала зовёт на помощь, и спускается к ней. Одержимая Миа атакует её, кусая за руку, однако на помощь Натали приходит Дэвид, после чего он заколачивает дверь подвала на цепь. Эрик безуспешно пытается сжечь книгу, а затем рассказывает Дэвиду, что он прочитал некое заклинание, которое пробудило злую сущность, пожирающую души. Её можно изгнать погребением заживо, расчленением или сожжением одержимого. Однако если демон захватит пять душ, с неба польётся кровавый дождь и мёртвые восстанут из могил. 
Тем временем Натали промывает рану от укуса, но с ужасом видит, как её рука начинает преображаться. Решив не допустить заражения, она при помощи электрической пилы отрезает поражённую руку, вызывая короткое замыкание, а выглядывающая из щели подвала одержимая Миа призывает не делать этого. Дэвид оказывает помощь Натали, однако вскоре она, став одержимой, атакует друзей пневматическим молотком и ломом. Дэвид добирается до дробовика и отстреливает девушке вторую руку, после чего вернувшаяся к рассудку Натали умирает у него на руках.
Дэвид начинает обливать хижину бензином, но вместо этого решает заживо похоронить Мию. Он выкапывает могилу и спускается в подвал, где на него нападает одержимая Миа. Ему на помощь приходит Эрик, который затем там же умирает от полученных ран. Дэвид закапывает заживо одержимую и извергающую проклятья Мию, после чего раскапывает и реанимирует. Миа избавляется от демона. Они собираются уезжать, и Дэвид идёт в дом за ключами, где подвергается нападению восставшего и одержимого Эрика. Дэвид отдаёт Мие ключи от машины и велит ей уезжать, а сам остаётся в доме и стреляет в канистру с бензином, что приводит к взрыву.
Стоящая возле дома Миа ощущает капающий сверху кровавый дождь; демон получил свои пять душ (в том числе девушку из пролога). Из земли восстаёт антропоморфный и похожий на «одержимую Мию» демон, который начинает преследовать девушку. Та убегает в сарай, где находит бензопилу, затем бежит на улицу и прячется за автомобилем. Она отпиливает подошедшему демону ноги, однако он опрокидывает машину, которая придавливает запястье Мии. Приложив огромные усилия, Миа отрывает себе зажатую руку и расчленяет бензопилой демона, после чего его поглощает земля. Кровавый дождь заканчивается. Миа уходит, не подозревая, что книга осталась целой.
В конце финальных титров воспроизводится аудиозапись профессора Раймонда Ноуби — его мнение о книге из оригинального фильма, а затем происходит камео Эша, который произносит свою коронную фразу «Groovy».

## В ролях
- Джейн Леви — Миа Аллен[6]
- Шайло Фернандес — Дэвид Аллен[7]
- Лу Тэйлор Пуччи — Эрик[8]
- Джессика Лукас — Оливия[9]
- Элизабет Блэкмор — Натали[9]
- Феникс Коннолли — одержимая девушка
- Джим Макларти — Гарольд, отец одержимой девушки
- Сиан Дэвис — старуха
- Стивен Баттерворт — беззубый реднек
- Карл Уиллетс (Виллетц) — длинноволосый реднек
- Рэндал Уилсон — демоническая / мерзкая Миа
- Руперт Дега — голос демона
- Боб Дориан — голос профессора Раймонда Ноуби из оригинальных Зловещих мертвецов (камео)
- Эллен Сэндвайсс — голос Шерил Уильямс из оригинальных Зловещих мертвецов (камео)
- Брюс Кэмпбелл — Эш Уильямс (появляется после титров)

## Создание
Четвёртая часть о «Зловещих мертвецах» была задумана Сэмом Рейми и Брюсом Кэмпбеллом ещё в 2004 году. Однако в 2009 году Кэмпбелл выбыл из проекта, так как посчитал, что фильм не получит поддержку фанатов. Тем не менее, в апреле 2011 года он заявил о разработке ремейка, а также, что фильм будет «классным», а его сценарий — «потрясающим».
13 июля 2011 года было официально объявлено, что Ghost House Pictures будет заниматься производством ремейка «Зловещих мертвецов». В сентябре 2011 года Федерико Альварес был назначен режиссёром фильма, а также сценаристом совместно с Родольфо Саягесом. К доработке сценария также привлекли Диабло Коди, которая американизировала диалоги, так как английский язык не являлся родным для Альвареса и Саягеса. TriStar Pictures получила права на прокат фильма. 
2 февраля 2012 года стало известно, что Шайло Фернандес вошёл в актёрский состав фильма. 4 января 2012 года сайт Bloody Disgusting сообщил, что Лили Коллинз претендует на роль Мии — женскую версию Эша, однако в этом же месяце она выбыла из проекта. 3 февраля 2012 года было объявлено, что главную героиню сыграет Джейн Леви, звезда телесериала «Пригород». С февраля по март 2012 года актёрский состав пополнили Лу Тэйлор Пуччи, Элизабет Блэкмор и Джессика Лукас.
Съёмки проходили с апреля по июнь 2012 года в Детройте и Окленде.
В конце января 2013 года фильм получил официальную возрастную категорию R, при этом изначально ему был присвоен рейтинг NC-17.

## Награды и номинации
| Год  | Премия                        | Категория                             | Соискатель                                                                                         | Результат |
| ---- | ----------------------------- | ------------------------------------- | -------------------------------------------------------------------------------------------------- | --------- |
| 2013 | 14-я премия «Золотой трейлер» | Лучший трейлер в категории ТВ-ужастик | «TriStar Pictures» («Ghost House Pictures») и креативное агентство «mOcean» за ролик «Все отлично» | Номинация |
| 2014 | 19-я премия «Империя»         | Лучший фильм ужасов                   | фильм «Зловещие мертвецы: Чёрная книга»                                                            | Номинация |
| 2014 | 40-я премия «Сатурн»          | Лучший грим                           | Патрик Бакстер, Джейн О’Кейн, Роджер Мюррей                                                        | Номинация |

## Продолжение
На премьере фильма, на кинофестивале SXSW Альварес заявил, что будут сняты продолжения.
В то же время, несмотря на ремейк, оригинальная трилогия фильмов может быть продолжена: Сэм Рейми в марте 2013 заявил, что собирается начать работу над «Зловещие мертвецы 4», позже уточнив, что речь идёт о сиквеле «Армии тьмы».
На конвенте научной фантастике WonderCon Рейми и Альварес признались, что их окончательный план таков — Альварес снимет «Зловещие мертвецы 2», а Рейми — «Армию тьмы 2», после которых последует седьмой фильм франшизы, соединяющий истории Эша и Мии.